# Carex drakensbergensis
Carex drakensbergensis är en halvgräsart som beskrevs av Charles Baron Clarke. Carex drakensbergensis ingår i släktet starrar, och familjen halvgräs. Inga underarter finns listade i Catalogue of Life.